# 以未米羅達
以未米羅達（阿卡德语：𒇽𒀭𒀫𒌓；希伯來語：‎，Evil-merodach）是新巴比倫王國的第三任君主，尼布甲尼撒二世之子。他的在位年期為前562年－前560年，約2年，後被尼布甲尼撒二世的女婿涅里格利沙爾殺害。